# Авогадрит
Авогадрит — мінерал класу галогенідів.

## Загальний опис
Отримав свою назву по імені Амедео Авогадро (1776-1856). Являє собою фтороборат калію острівної будови, в якому калій частково ізоморфно заміщений цезієм. Склад мінералу непостійний.
Формула:  (K,Cs)BF4. Вміст CsBF4 іноді досягає 20 %, але звичайно становить 9-10 %.
Сингонія ромбічна, ромбо-діипірамідальний вид. Кристали табличкоподібні до пластиноподібних по (001), інколи видовжені по (010) або (100). Колір мінералу безбарвний до білого.
Густина 2,5-3,3.
Зустрічається у вигляді фумарольних відкладів на Везувії, у суміші з сасоліном та ін. солями. Дуже рідкісний.